# Прусская военная академия
Прусская военная академия (нем. Preußische Kriegsakademie) — военная академия Пруссии, а затем Германии, действовавшая в 1810—1914 годах (была закрыта в связи с началом Первой мировой войны) с перерывом на период военных действий 1813—1815 годов. Была основана Шарнхорстом под именем Общего военного училища (нем. Allgemeine Kriegsschule) и приравнена по статусу к университету. В 1859 году училище было переименовано в Королевскую Прусскую военную академию. Вначале располагалась в Берлине по адресу Бургштрассе, 19, затем переехала в новое здание по адресу Унтер-ден-Линден, 74, построенное в 1823—1825 годах Шинкелем. Позднее, в 1879—1883 годах, с его тыльной стороны было построено дополнительное кирпичное здание по адресу Доротеенштрассе, 58/59.
Назначение академии — давать высшее военное образование офицерам всех родов войск. Обучение продолжалось три года. Число обучающихся — около 400. Поступать в академию имели право все офицеры, прослужившие в армии более 3 лет. Все экзамены — письменные.